# La Mort du soleil
Pour plus de détails, voir Fiche technique et Distribution.
La Mort du soleil est un film muet français réalisé par Germaine Dulac, sorti en 1922.

## Synopsis
Une jeune doctoresse est l'adjointe d'un grand spécialiste de la tuberculose. Son mari, jaloux, lui demande de choisir entre sa famille et son métier.

## Fiche technique
- Titre : La Mort du soleil
- Titre alternatif : Le Fléau
- Réalisation  : Germaine Dulac
- Scénario : André Legrand
- Société de production : Films A. Legrand, Vita Films
- Pays de production :  France
- Langue : film muet avec les intertitres  en français
- Format : Noir et blanc — 35 mm — 1,33:1 — Muet
- Métrage : 2 235 mètres
- Genre : Film dramatique
- Durée : 96 minutes
- Date de sortie :
  - France : 17 février 1922

## Distribution
- André Nox : Lucien Faivre
- Denise Lorys : Marthe Voisin
- Louis Vonelly : Daniel Voisin
- Jeanne Bérangère
- Jeanne Brindeau
- Régine Dumien : Jacqueline